# Aliaschab Siražov
Aliaschab Siražov (in russo Алиасхаб Сиражов?; 22 settembre 1994) è un taekwondoka russo.

## Palmarès
- Europei

Manchester 2012: oro nei 74 kg.